# Painten
Painten – gmina targowa w Niemczech, w kraju związkowym Bawaria, w rejencji Dolna Bawaria, w regionie Ratyzbona, w powiecie Kelheim. Leży około 10 km na północny zachód od Kelheim.

## Dzielnice
W skład gminy wchodzą następujące dzielnice: Berg, Maierhofen, Mantlach, Netzstall, Neulohe, Painten i Rothenbügl.

## Demografia
| Rok  | Liczba mieszk. |
| ---- | -------------- |
| 1970 | 1 767          |
| 1987 | 1 878          |
| 2000 | 2 182          |

## Oświata
(na 1999)

W gminie znajduje się przedszkole (100 miejsc i 66 dzieci) oraz szkoła podstawowa (10 nauczycieli, 188 uczniów).